# Rachel Roberts
Rachel Roberts (født 20. september 1927, død 26. november 1980) var en walisisk teater- og filmskuespiller. Roberts optrådte hovedsageligt på scenen, men spillede også nogle mindeværdige filmroller, herunder Brenda i Lørdag aften, søndag morgen (1960), enke Margaret Hammond i Livets pris  (1963), som hun blev nomineret til en Oscar for bedste kvindelige hovedrolle for. Rachel Roberts spillede også rollen som Fräulein Schmidt i Mordet i Orientekspressen, pigeskolerektor i Peter Weirs højt anerkendte og omdebatterede kultfilm Udflugten (1975) og Clarrie Moreton in Yanks (1979).

## Privatliv
Årene 1962-1971 var Rachel Roberts gift med skuespilleren Rex Harrison.

## Filmografi (udvalg)
- 1953 – Valley of Song
- 1958-1959 - Our Mutual Friend (miniserie)
- 1960 – Lørdag aften, søndag morgen
- 1961 – Girl on Approval
- 1963 – Livets pris
- 1966 - Blithe Spirit (TV-film)
- 1969 – Regnskabets time
- 1971 – Lægefruer
- 1971 – Da Frank og Ross red ud
- 1973 – O Lucky Man!
- 1974 – Mordet i Orientekspressen
- 1974 - Great Expectations (TV-film)
- 1975 – Udflugten
- 1976–1978 - The Tony Randall Show
- 1978 – Pigen der vidste for meget
- 1979 – Yanks
- 1979 – Når en morder ringer
- 1980 -  Gidseltårnet (TV-film)
- 1981 – Charlie Chan vender tilbage